# Тьяго Майер дос Сантос
Тьяго Майер дос Сантос (порт.-браз. Thiago Maier dos Santos; 31 августа 1986, Куритиба), известный как Шумахер (порт.-браз. Schumacher) — бразильский футболист, нападающий.

## Биография
Во взрослом футболе дебютировал 2005 года выступлениям за «Атлетико Паранаэнсе», в котором провёл один сезон, приняв участие в 11 матчах чемпионата.
В начале 2006 года перешёл на правах аренды в «Асколи», в составе которого провёл следующих полгода, но так и не пробился в основной состав. Несмотря на это он привлёк внимание представителей тренерского штаба клуба «Удинезе», в состав которого присоединился летом 2006 года. Сыграл за команду из Удине следующие пол сезона своей игровой карьеры, выйдя однажды в чемпионате.
Не пробившись в основу команды из Удине, с 2007 по 2009 год играл на правах аренды в составе клубов «Сьюдад де Мурсия», «Дижон» и «Аустрия Кернтен».
С лета 2009 года один сезон на правах аренды защищал цвета клуба «Аустрия» (Вена). Большинство времени, проведенного в составе венской «Аустрии», был основным игроком атакующей звена команды, поэтому после завершения срока аренды, столичный клуб полностью выкупил контракт футболиста.
В состав клуба «Волынь» присоединился 26 августа 2011 года. Дебютный и пока единственный гол в украинском чемпионате был забит в ворота киевского «Динамо» с передачи Рамона.
В январе 2014 года по обоюдному согласию разорвал контракт с «Волынью». Сыграл за луцкую команду 37 матчей и забил 5 голов.
С марта до июля этого же года поддерживал форму в клубе «Ферровиария», который выступает в чемпионате штатов в Бразилии. А в конце июля подписал двухлетний контракт с португальской «Академикой». Взял в команде 9 номер.